# Omar Flórez Vélez
Omar Flórez Vélez (San Jerónimo, 3 de diciembre de 1950) es un ingeniero y político colombiano nacido en San Jerónimo, Antioquia, que se desempeñó como el segundo alcalde popular de Medellín, siendo reconocido como el Mejor Alcalde Popular del País en 1992.